# Melanostomias valdiviae
Melanostomias valdiviae es una especie de pez de la familia Stomiidae en el orden de los Stomiiformes.

## Morfología
Los machos pueden llegar alcanzar los 24,1 cm de longitud total.

## Hábitat
Es un pez de mar y de aguas profundas que vive entre 40-1.600 m de profundidad.

## Distribución geográfica
Se encuentra en el  Atlántico oriental, el Atlántico occidental (entre 41 ° N y 28 ° N, el Golfo de México y entre 10 ° S y 18 ° S), el norte -oeste del Atlántico (Canadá )., el Índico y el Pacífico